# ريني فان در يكن
ريني فان در يكن، من مواليد 22 يوليو 1953

 في سبالبيك، لاعب كرة قدم بلجيكي سابق ومدرب كرة قدم حالي.
و قد لعب 50 مباراة دولية مع منتخب بلجيكا لكرة القدم وسجل 3 أهداف، وقد لعب مع نادي كلوب بروج ونادي جنوى ونادي آندرلخت.
و قد درب نادي توينتي الهولندي ونادي أندرلخت، ودرب كذلك نادي غنك البلجيكي، ولكنه طرد منه في يوليو 2005، ودرب أيضا نادي غنت ونادي ستاندارد ليياج ونادي مولنبيك ونادي ماينز الألماني، وهو الآن مدرب منتخب بلجيكا لكرة القدم منذ 1 يناير 2006.

## روابط خارجية
- ريني فان در يكن على موقع الاتحاد الدولي (مؤرشف)  (الإنجليزية)
- ريني فان در يكن على موقع الاتحاد الأوربي (الإنجليزية)
- ريني فان در يكن على موقع الاتحاد البلجيكي (الإنجليزية)
- ريني فان در يكن على موقع قاعدة بيانات كرة القدم.إي يو (الإنجليزية)
- ريني فان در يكن على موقع ناشيونال فوتبول تيمز (الإنجليزية)
- ريني فان در يكن على موقع عالم كرة القدم.نت (الإنجليزية)